# Cetățuia (Vela)
Cetățuia fue una localidad rumana de la comuna de Vela, en el condado de Dolj.

## Historia
Hacia comienzos del siglo XX la localidad, que ya por entonces pertenecía a la comuna de Vela, en el condado de Dolj, tenía contabilizada una población de 59 habitantes.
En la segunda mitad del siglo XX la localidad seguía formando parte de la comuna de Vela. En el censo de 2021 la localidad no aparecía reflejada.